# شيثية
الشيثية أو الشيثيون مجموعة غنوصية تنسب وجودها لما قبل المسيحية، انتشر تأثيرها حول البحر المتوسط وأثرت على جماعات لاحقة مثل التوماويين (نسبة إلى توما) والباسلديين والفالانتينيين. أفكارهم يهودية في الأساس ولكنها متأثرة بالأفلاطونية. سموا الشيثيين نسبة إلى شيث المذكور في العهد القديم على أنه الابن الثالث لآدم وحواء، وهو حسب قصصهم تجسد إلهي، لذا فنسله يعتبر أفضل من بقية البشر.

## المعتقدات
أمن الشيثيون بالثالوث الإلهي الأب الروح غير المرئي والأم باربيلو والابن عفويًا
في أواخر القرن الثاني الميلادي، اندمج الباربيلويون المسيحيون مع السيثيين، وشكلوا معًا السيثيانيين الغنوصيين. تم تحديد شيث والمسيح على أنهما حاملي "صورة الله الحقيقية التي ظهرت مؤخرًا في العالم كالكلمة لإنقاذ يسوع من الصليب.

## الدين
تعتبره الدراسات احد اشكال الغنوصية اليهودية

## مواقع خارجية
- John D Turner translations of the Sethian Nag Hammadi text and history نسخة محفوظة 11 ديسمبر 2012 at Archive.is